# Klobučnjaki
Klobučnjaki (znanstveno ime Scyphozoa) so razred morskih ožigalkarjev, v katerega uvrščamo približno 200 danes znanih vrst. Kot pri večini ostalih ožigalkarjev je za njihov življenjski krog značilna menjava življenjskih oblik polipa in meduze, pri čemer pa meduza po opaznosti močno prevladuje. Pravzaprav večina organizmov, ki jih najdemo v obalnih morjih in jim pogovorno pravimo »meduze«, pripada klobučnjakom.

## Opis
Meduze dosegajo centimetrske velikosti in več, običajno med 2 in 40 cm premera klobuka. Pri največji vrsti, Cyanea capillata, ima lahko klobuk premer dva metra, lovke pa merijo preko 15 m v dolžino. Nekatere so vpadljivo obarvane, z organi rožnatih, oranžnih in drugih barv, ki presevajo skozi prozoren ali rahlo obarvan klobuk. Ta lahko po obliki spominja na plitev krožnik, pa vse do globoke čelade pri drugih vrstah, z gubasto nabranim robom, a brez notranjega roba, ki je značilen za meduze trdoživnjakov. Večino notranjosti telesa zapolnjuje želatinozna mezogleja, v kateri so ameboidne celice. Krožne mišice na obodu klobuka z ritmičnim krčenjem iztiskajo vodo, s čimer se meduza poganja naprej, elastična mezogleja pa po krčenju povrne obliko. Na ustni strani se klobuk pri večini vrst podaljšuje v lovke, katerih število sega od štiri navzgor (lahko jih je zelo veliko), ob ustih pa je štiri ali osem ustnih krp. Na njih so ožigalke. Usta so na koncu cevastega izrastka, ki mu pravimo manubrij. Ta se v notranjosti odpira v razmeroma kompleksen gastrovaskularni sistem s sredinskim želodcem in štirimi med seboj povezanimi prekati ter včasih z radialnim kanalom ob obodu. Klobučnjaki so praviloma enospolniki.
Kot pri ostalih ožigalkarjih, je polip življenjska oblika, pritrjena na podlago, ki se razmnožuje nespolno. Pri klobučnjakih je polip manj opazen od meduze. Ličinka, planula, se kmalu po oploditvi usede na morsko dno in se pritrdi z zgornjim koncem. Razvije se v t. i. skifiostomo, majhen, trdoživu podoben polip. Ta se samostojno prehranjuje in z bočnim brstenjem iz njega nastajajo novi polipi. V določenem delu leta pa pod vplivom hormonov in okoljskih dejavnikov prične tvoriti meduze. Te zorijo na ustnem delu polipa in se postopoma odcepljajo od njega, čemur pravimo strobilacija. Nezrele meduze so do odcepitve naložene kot krožnički na ustnem delu, tak način strobilacije je značilnost meduz.
Polipi živijo eno ali več let, pri čemer strobilacija poteka enkrat na leto, mlade meduze pa odrastejo v nekaj mesecih do dveh letih.

## Ekologija
Klobučnjaki so izključno morske živali, večina vrst živi v toplih vodah. Prehranjujejo se največkrat plenilsko, z drugimi živalmi (najpogosteje raki, občasno tudi ribami), ki jih omamijo z ožigalkami in jih z gibanjem lovk ter migetalk na njih prenesejo k ustom. Po drugi strani so ribje mladice številnih vrst neobčutljive na meduzin strup in se zadržujejo med lovkami, kar jim daje varnost. Nekatere vrste meduz se namesto tega prehranjujejo filtratorsko, s planktonskimi organizmi, ki jih lovijo na mukusno prevleko spodnjega dela klobuka. Posebnost je rod Cassiopea s simbiontskimi algami, na račun katerih lahko meduza ob zadostni količini svetlobe preživi skoraj brez hrane. Klobučnjaki so znani tudi po tem, da občasno tvorijo ogromne roje (pojavu pravimo rojenje ali cvetenje). To jim omogoča njihov poseben način razmnoževanja, pri katerem lahko en polip producira ogromno število meduz hkrati. Rojenje potem sprožijo ugodni pogoji v okolju (predvsem količina hrane), ki omogočijo preživetje več mladim meduzam kot običajno.

### Pomen za človeka
Zaradi ožigalk predstavljajo meduze klobučnjakov nevšečnost za kopalce, ribiče in druge ljudi, ki se zadržujejo v vodi. Jakost ožiga se med vrstami zelo razlikuje, od neznatnega, do hude agonije, v skrajnem primeru je ožig celo smrten. Vendar najbolj strupene meduze, ki lahko povzročijo tudi smrt človeka, spadajo med kubomeduze, torej niso klobučnjaki.
Posebej izrazit negativen vpliv imajo meduze ob cvetenju. Roji v morju ob letoviških krajih zmanjšujejo prihodek od turizma, lahko tudi zamašijo cevi hladilnega sistema v obalnih elektrarnah. Škodo povzročajo tudi v ribištvu. Roj meduz je s sonarjem zelo težavno ločiti od jate rib, tako da ob spustu mrež povzroči trganje zaradi teže in kontaminacijo ulova. Poleg tega povzročajo zmanjšanje ulova zaradi kompeticije z ribami za hrano in lokalnega zmanjšanja koncentracije kisika v vodi ob množičnem odmiranju.
Nekaj vrst uporabljajo za prehrano, predvsem v Jugovzhodni Aziji, kjer jih lovijo v večjem obsegu.